# Любовь и 45-й калибр
«Любовь и 45-й калибр» (англ. Love and a .45) — кинофильм.

## Сюжет
Уатти (Гил Беллоуз) живёт в трейлере вместе со своей подружкой Старлин (Рене Зеллвегер). Время от времени он слегка грабит круглосуточные магазины с незаряженным Colt M1911a1, никому не причиняя ущерба. Но однажды ему приходится взять с собой на дело Билли (Рори Кокрейн), наркомана и придурка. И Билли под кайфом убивает продавщицу в магазине — племянницу самого шерифа. И теперь Уатти и Старлин вынуждены удариться в бега…

## В ролях
- Гил Беллоуз — Уотти Уоттс
- Рене Зеллвегер — Старлин Читэм
- Рори Кокрейн — Билли Мак Блэк
- Джеффри Комбс — динозавр Боб
- Джейс Александер — Жуткий Коди
- Энн Уэджуорт — Тайлин Читэм

## Съёмочная группа
- Режиссёр: Си Эм Толкингтон

## Награды и номинации
- Номинант на «Бронзовую лошадь» Стокгольмского международного кинофестиваля
- Номинант премии «Независимый дух» в категории лучший дебют (Рене Зеллвегер)

## Технические данные
- Издание на DVD: издатель — «Видеограм», звук — Русский, Английский Dolby Digital 5.1 Субтитры: русские Бонус: фильмографии, рекламный ролик